# The Feel Good Record of the Year
The Feel Good Record of the Year è l'ottavo ed ultimo album studio della band statunitense No Use for a Name. L'album è stato prodotto da Bill Stevenson, batterista della band punk rock Descendents e noto produttore discografico.

## Tracce
1. Biggest Lie – 2:10
2. I Want to Be Wrong – 2:44
3. Yours to Destroy – 3:25
4. Under the Garden – 3:01
5. Sleeping Between Trucks – 2:05
6. Domino – 3:02
7. The Feel Good Song of the Year – 3:09
8. The Trumpet Player – 3:09
9. Night of the Living Living – 2:28
10. Ontario – 1:55
11. Pacific Standard Time – 2:48
12. The Dregs of Sobriety – 2:44
13. Kill the Rich – 2:06
14. Take It Home – 2:42

## Formazione
- Tony Sly - voce, chitarra
- Dave Nassie - chitarra
- Matt Riddle - basso
- Rory Koff - batteria